# الخاندرو چاکوپینو
الخاندرو چاکوپینو (انگلیسی: Alejandro Chacopino؛ زادهٔ ۱۱ مهٔ ۱۹۸۸) بازیکن فوتبال اهل اسپانیا است.